# Samsonowskaja (rejon tarnoski)
Samsonowskaja (ros. Самсоновская) – wieś w Rosji, w rejonie tarnoskim obwodu wołogodzkiego. W 2010 r. liczyła 26 mieszkańców.